# ミスター エロチスト
『ミスター エロチスト』（みすたー えろちすと）は、1967年に発表された梶山季之の風俗小説。

## 内容
子供の頃に性に目覚めてから犯罪者となるまで性的倒錯の限りを尽くした男の回想話。メインとなる物語（主人公の回想）の挿話として、時系列が現在の繊維業界スキャンダルも並行して語られる。

## 登場人物
- 背割皓二郎 - 主人公。物語の語り手。産業スパイ。
- 川端佐知子 - 被害者。主人公の死姦相手。
- 背割裕一郎 - 主人公の異母兄。
- 背割健三郎 - 同じく異母弟。

## 経緯
季刊『別冊文春』（1967年）、病気でダウンした有馬頼義の穴埋めとして連載の代理で執筆された。

## 書誌情報
- 『ミスター エロチスト』（光文社、1977年）
- 『ミスター エロチスト』（光文社文庫、1982年）ISBN 978-4195974278
- 『ミスター エロチスト』（徳間文庫、1983年）ISBN 978-4195974278